# IJssportcentrum Eindhoven
Het IJssportcentrum Eindhoven is een centrum voor kunst- en langebaanschaatsen, schoonrijden, shorttrack en ijshockey gelegen in de Genneper Parken, een natuur-, sport- en recreatiegebied in het zuiden van Eindhoven. De locatie is de thuisbasis van de ijshockeyclub Eindhoven Kemphanen. Behalve de wedstrijdsport wordt ook het recreatief schaatsen er beoefend.

## IJssportcentrum Eindhoven

### Faciliteiten
Het ijssportcentrum heeft een volledig overdekte ijshockeyhal met capaciteit van ruim 1700 zitplaatsen. De ijshockeyvloer heeft een oppervlakte van 2800 m2. Daarnaast is er een semi-overdekte 400 meter baan, voor het langebaanschaatsen met een vaste tribunecapaciteit van 800 zitplaatsen. Tevens is er een tweede overdekte ijshockeybaan waar vooral getraind wordt en jeugdwedstrijden worden gespeeld. Ook beschikt IJssportcentrum Eindhoven over een eigen horeca en een kinder escaperoom. Gevestigd in het IJssportcentrum zit al sinds de opening Rono sport, de leverancier voor alle schaatsspullen. De reguliere openingstijden zijn globaal van 10:00 tot 18:00, 7 dagen per week, voor het recreatieve schaatsen. Het ijssportcentrum is geopend van medio oktober tot begin maart. In de niet-schaatsperiode wordt het centrum gebruikt voor onder meer vlooienmarkten en muziekfestivals en andere evenementen.

### Kampioenschappen
Nationaal
Nederlandse kampioenschappen schaatsen allround 2004
Belgische kampioenschappen schaatsen allround: 2011, 2012, 2013, 2014, 2019
Belgische kampioenschappen schaatsen afstanden: 2015, 2016, 2017
Wereld
Wereldkampioenschap ijshockey vrouwen U18: 2020
Wereldkampioenschap Divisie I: 2015
Tevens wordt ieder jaar de Eindhoven Trofee verreden.

### Baanrecords
| Afstand         | Schaatser         | Land | Tijd     | Datum         |
| --------------- | ----------------- | ---- | -------- | ------------- |
| 100 m           | Michael Poot      | NED  | 10,10    | 08-12-2002    |
| 500 m           | Gerard van Velde  | NED  | 36,22    | 25-11-2006    |
| 1000 m          | Beorn Nijenhuis   | NED  | 1.11,02  | 27-11-2005    |
| 1500 m          | Ben Jongejan      | NED  | 1.49,58  | 04-12-2011    |
| 3000 m          | Renz Rotteveel    | NED  | 3.50,22  | 04-12-2011    |
| 5000 m          | Marcel Bosker     | NED  | 6.28,92  | 14-12-2024    |
| 10.000 m        | Jochem Uytdehaage | NED  | 14.06,16 | 21-12-2003    |
| 2×500 m         | Mathias Vosté     | BEL  | 74,620   | 19/20-12-2015 |
| Sprintvierkamp  | Gerard van Velde  | NED  | 144,600  | 25/26-11-2006 |
| Minivierkamp    | Bart Vreugdenhil  | NED  | 163,076  | 02/03-02-2013 |
| Kleine vierkamp | Jan Blokhuijsen   | NED  | 152,314  | 06/07-12-2014 |
| Grote vierkamp  | Jochem Uytdehaage | NED  | 156,803  | 20/21-12-2003 |

| Afstand         | Schaatsster         | Land | Tijd     | Datum         |
| --------------- | ------------------- | ---- | -------- | ------------- |
| 100 m           | Laurine van Riessen | NED  | 10,78    | 17-12-2005    |
| 500 m           | Mayon Kuipers       | NED  | 40,05    | 26-02-2011    |
| 1000 m          | Sophie Nijman       | NED  | 1.19,92  | 26-02-2011    |
| 1500 m          | Renate Groenewold   | NED  | 2.03,41  | 21-12-2003    |
| 3000 m          | Gretha Smit         | NED  | 4.15,13  | 20-12-2003    |
| 5000 m          | Gretha Smit         | NED  | 7.21,75  | 21-12-2003    |
| 10.000 m        | Eline Stubert       | NED  | 17.06,05 | 12-02-2023    |
| 2×500 m         | Frouke Oonk         | NED  | 80,790   | 17-10-2004    |
| Sprintvierkamp  | Tijn Ponjee         | NED  | 164,750  | 08/09-02-2003 |
| Minivierkamp    | Jelena Peeters      | BEL  | 170,541  | 22/23-12-2012 |
| Kleine vierkamp | Renate Groenewold   | NED  | 171,346  | 20/21-12-2003 |

### Foto's

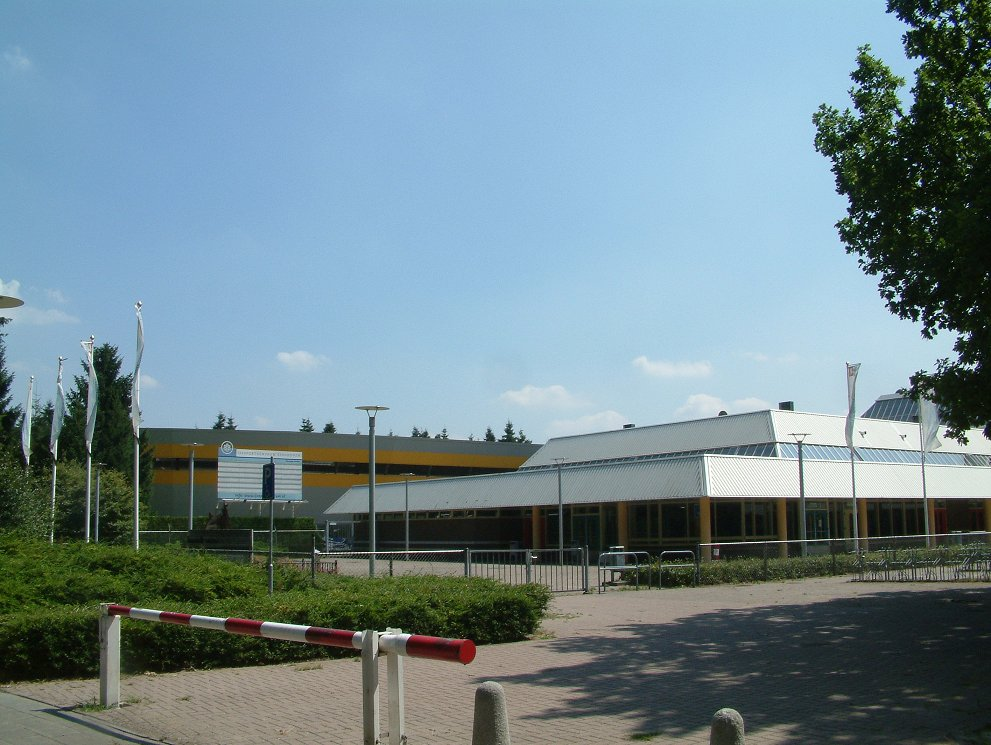
Ingang, met het ijshockeystadion rechts.
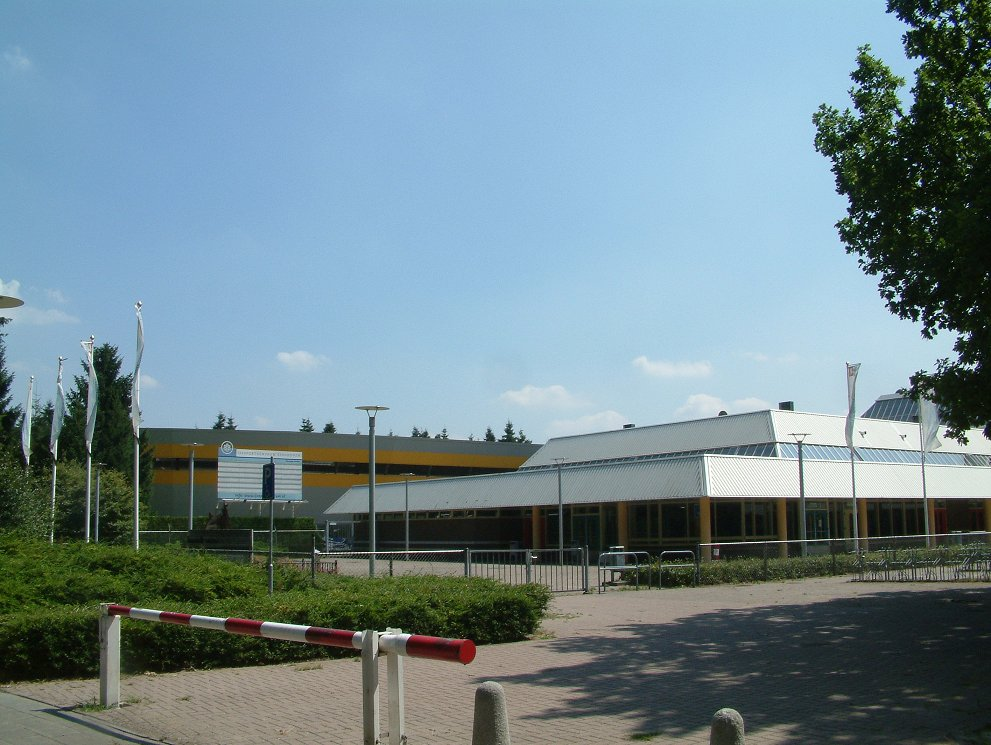
Het semi-overdekte langebaanstadion
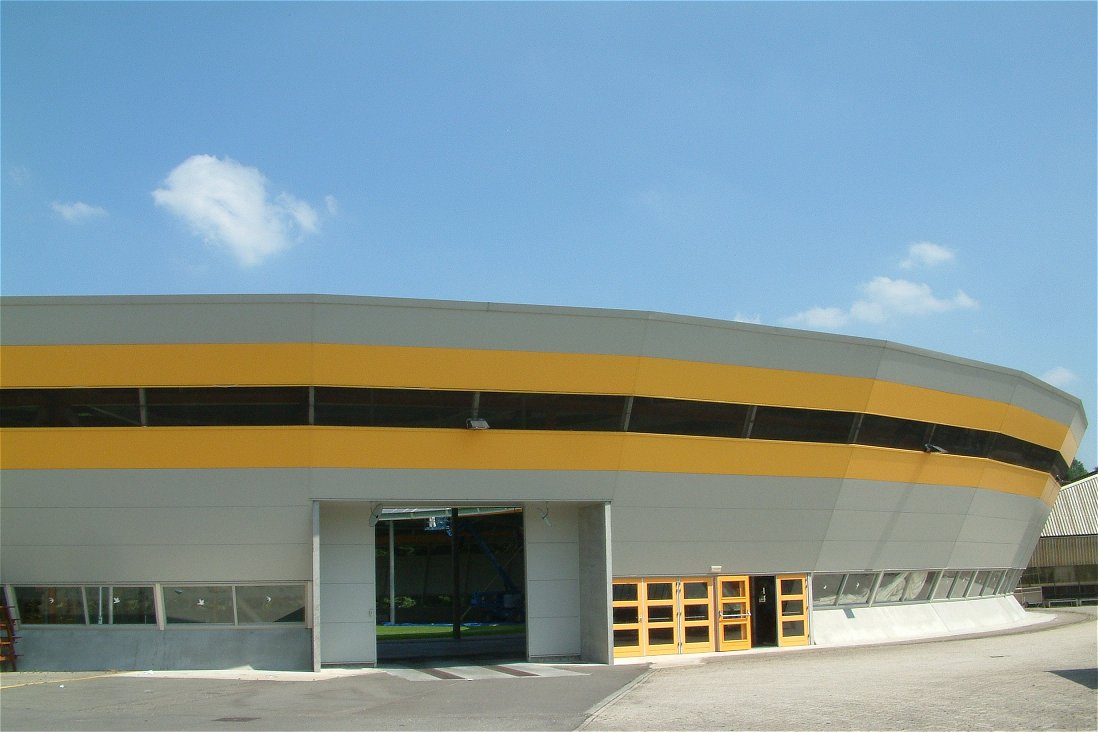
Het semi-overdekte langebaanstadion
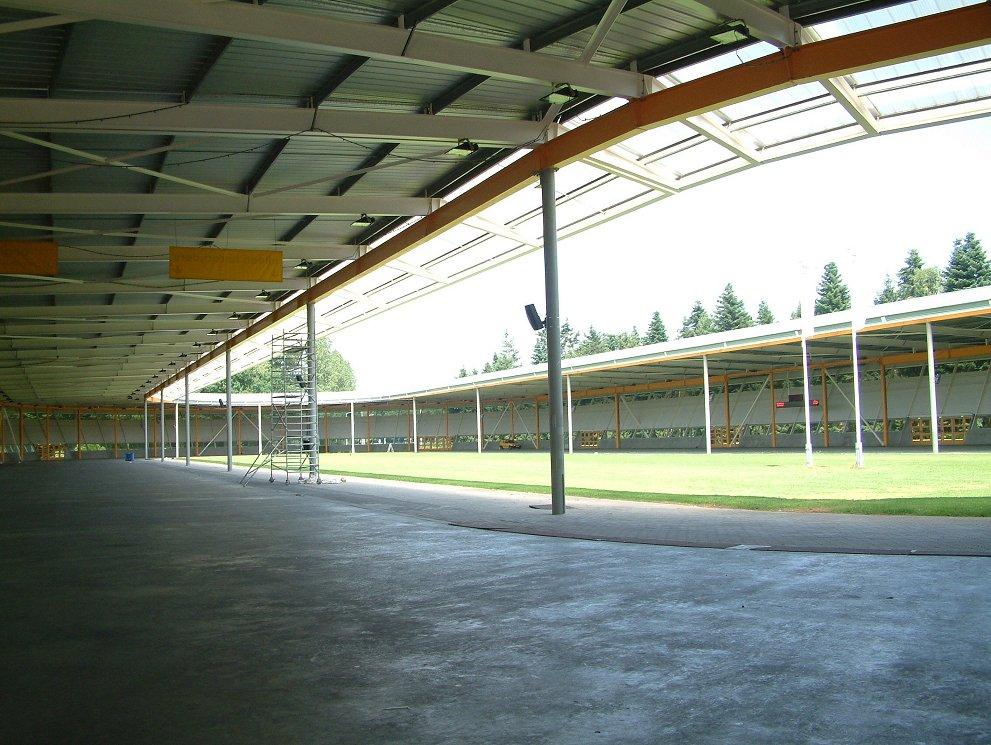
De 400-meterbaan in de zomer
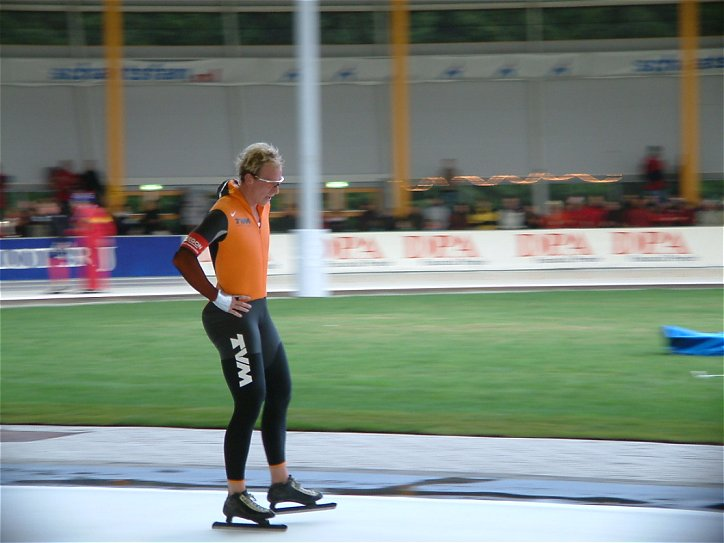
Ritsma tijdens het NK Allround 2004
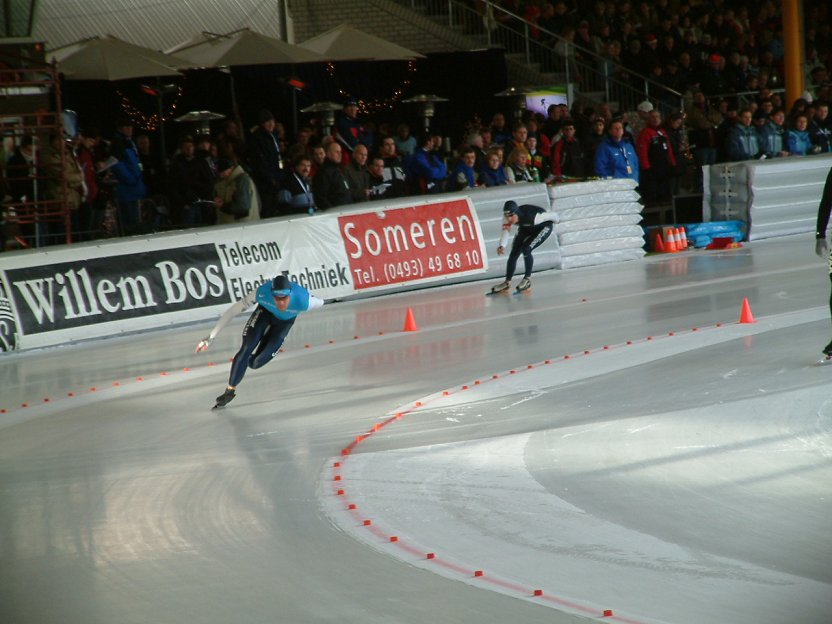
Romme vs B. de Jong tijdens het NK Allround 2004

## Kunstijsbaan Eindhoven (openlucht)

### Wedstrijden
Nationale kampioenschappen
1978 - NK allround
1978 - NK sprint
1984 - NK sprint
Wereldbekerwedstrijden
Wereldbeker schaatsen 1985/1986 WB#3 mannen (dag 1)
Niet-erkende ijsbanen

Arena Ritten ·
Asama Onsen Skating Rink ·
De Bonte Wever ·
De Uithof ·
Vechtsebanen ·
Sportpaleis Krylatskoje ·
IJsstadion Davos · 
Fram kunstisbane ·
Gaétan Boucher Oval ·
Gunda Niemann-Stirnemann Halle ·
Hamar Stadion ·
Heilongjiang Indoor Rink ·
Horst-Dohm-Eisstadion ·
Ice Arena Tomaszów Mazowiecki ·
IJssportcentrum Eindhoven ·
IJsstadion Stadspark ·
Isstadion Eskilstuna ·
James B. Sheffield Olympic Skating Rink ·
Jeonju Ice Rink ·
Provinciale ijsbaan van Jilin ·
Guidant John Rose Minnesota Oval ·
Kometa ·
Leangen Kunstis ·
Lövsta Idrottsplats ·
Ludwig Schwabl Stadion ·
M-Wave ·
Machiyama Highland Skating Center ·
Max Aicher Arena ·
Medeo ·
Minsk Arena ·
National Speed Skating Oval ·
No Mori Skating Centre ·
Olympia Eisstadion Innsbruck ·
Olympic Oval ·
Oulunkylä ·
Oval Lingotto ·
Pettit National Ice Center ·
Ruddalens IP ·
Savalen kunstisbane ·
Skien isstadion ·
Slåtthaug kunstisbane ·
Sørmarka Arena ·
Sportforum Hohenschönhausen ·
Sportpaleis Alau ·
Stade de Patinage Olympique ·
Stadio del Ghiaccio ·
Taereung Ice Rink ·
Thialf ·
Tokachi Oval ·
Tomakomai Highland Sport Center ·
Tor Stegny ·
Uiam Rink ·
Uralskaja Molnija ·
US High Mountain Altitude Sportcenter ·
Utah Olympic Oval ·
Valle Hovin kunstisbane ·
Vikingskipet ·
Skating Center Karuizawa